# Чуаданга (округ)
Чуаданга (бенг. চুয়াডাঙ্গা জেলা, англ. Chuadanga District) — округ на западе Бангладеш, в области Кхулна. Образован в 1984 году из части территории округа Куштия. Административный центр — город Чуаданга. Площадь округа — 1157 км². По данным переписи 2001 года население округа составляло 987 382 человека. Уровень грамотности взрослого населения составлял 25,2 %, что значительно ниже среднего уровня по Бангладеш (43,1 %). 96,73 % населения округа исповедовало ислам, 2,96 % — индуизм.

## Административно-территориальное деление
Округ Чуаданга делится на 4 подокруга:
1. Аламданга (Аламданга)
2. Чуаданга Садар (Чуаданга)
3. Дамурхуда (Дамурхуда)
4. Джибаннагар (Джибаннагар)